# Wilhelm Widmark
Harald Wilhelm Widmark, född 29 april 1839 i Ljusdals socken, Gävleborgs län, död 23 juni 1904 i Stockholm, var en svensk ingenjör. Han var son till Per Henrik Widmark samt far till Lawrence E., Gustav och Erik Widmark.
Efter studier vid läroverket i Hudiksvall blev Widmark elev vid Teknologiska institutet 1855 och avlade avgångsexamen 1858. Han var ritare vid Lindahl & Runers Mekaniska Verkstad i Gävle 1858–1862, vid Avonside Engine Company i Bristol 1862–1865 och förste konstruktör vid sistnämnda bolag, huvudsakligen i lokomotivbranschen, 1865–1878. 
År 1879 återvände Widmark till Sverige, där han blev och intill sin död kvarstod som disponent för Helsingborgs Mekaniska Verkstad (Helsingborgs Jern- och Lerkärlsfabriks AB), vars produktion under hans ledning även kom att omfatta lokomotiv. Han innehade patent på egna uppfinningar av centrifugalregulator för ångmaskiner samt radiell axelbox och slidrörelse för lokomotiv. Han var ledamot av Helsingborgs stadsfullmäktige, kyrkoråd och fattigvårdsstyrelse 1888–1904 samt ledamot av flera bolagsstyrelser.
Widmark är begravd på Nya kyrkogården i Helsingborg.